# ميخائيل جورج كونراد
ميخائيل جورج كونراد (بالألمانية: Michael Georg Conrad)‏ هو كاتب وناقد أدبي ومؤلف وفيلسوف وسياسي ألماني، ولد في 5 أبريل 1846 في ألمانيا، وتوفي في 20 ديسمبر 1927 في ميونخ في ألمانيا. حزبياً، نشط في حزب الشعب الألماني. وقد انتخب عضو مجلس النواب الألماني للإمبراطورية الألمانية.